# Baccalauréat français international
Le baccalauréat français international (BFI) est une option du baccalauréat français sanctionnant deux années de scolarité dans une section alliant enseignement en français et en langue étrangère. Cette section s'adresse à des élèves étrangers mais aussi à des élèves francophones possédant un bon niveau de langue vivante étrangère. Le BFI se substitue à l'option internationale du baccalauréat (OIB) créée en application du décret n°76-1304 du 28 décembre 1976 relatif à l'organisation des formations dans les lycées et dont le programme était fixé par l'article 9 de l'arrêté du 28 septembre 2006.
La préparation au BFI inclut des enseignements spécifiques de langue, littérature et culture étrangères (dans la langue de la section) et de discipline non linguistique (histoire géographie ou mathématiques pour le BFI chinois).
L'entrée dans les classes menant au baccalauréat français international est de droit pour les élèves scolarisés dans une section internationale (SI) en classe de seconde.
Le baccalauréat français international ne doit pas être confondu avec le baccalauréat international (IB ou BI) créé par l'Organisation du baccalauréat international (OBI) à Genève.

## Enseignements
En complément des enseignements du cycle terminal de la voie générale, les élèves préparant le baccalauréat français international suivent des enseignements spécifiques :
- Approfondissement culturel et linguistique (ACL) en langue vivante A (parcours bilingue) ou langue vivante B (parcours trilingue), d'une durée de 2 heures hebdomadaires s'ajoutant aux horaires du tronc commun (entre 2 et 2,5 heures d'enseignement pour chaque langue vivante).
- Enseignement de connaissance du monde, dispensé en langue vivante A, d'une durée de 2 heures hebdomadaires.
- Discipline non linguistique - histoire géographie (sauf section chinoise), 4 heures dispensées pour moitié en langue vivante A et pour moitié en français (horaire se substituant aux 3 heures d'histoire géographie du tronc commun).
- Discipline non linguistique - mathématiques (section chinoise) : 1,5 heures s'ajoutant aux 2 heures d'enseignement scientifique[2] du tronc commun.

## Modalités des épreuves
Depuis la réforme du baccalauréat de 2021, les épreuves du BFI sont les mêmes que celles des autres élèves en classe de première et terminale générale. Trois épreuves spécifiques s'y ajoutent : 
- Epreuve spécifique d'approfondissement culturel et linguistique (ACL) (écrit + oral) se substituant au contrôle continu en langue vivante A ou en langue vivante B.
- Epreuve spécifique de DNL (histoire géographie ou mathématiques) (écrit + oral) se substituant au contrôle continu en histoire géographie ou en enseignement scientifique (section chinoise).
- Epreuve spécifique de connaissance du monde (oral uniquement) s'ajoutant au cadre commun.

## Coefficients
Depuis la réforme du baccalauréat de 2021, les coefficients des matières propres au BFI sont les suivants :
- LVA ou LVB (langue sur laquelle porte l'approfondissement culturel et linguistique) : coefficient 20 (au lieu de 6).
- Discipline non linguistique (histoire géographie ou mathématiques pour le BFI chinois) : coefficient 20 (au lieu de 6).
- Connaissance du monde : coefficient 20 s'ajoutant aux 100 points de coefficient du bac général.

## Langues et littératures étrangères enseignées
Langues et littératures étrangères enseignées :
- Allemand
- Anglais américain
- Anglais australien
- Anglais britannique
- Arabe
- Brésilien
- Chinois
- Coréen
- Danois
- Espagnol
- Italien
- Japonais
- Néerlandais
- Norvégien
- Polonais
- Portugais
- Russe
- Suédois

## Liste des établissements préparant le diplôme
L'arrêté du 23 janvier 2024 « fixe la liste des sections internationales et classes menant au baccalauréat français international » :

### En France métropolitaine
Académie d'Aix-Marseille :
- Lycée Frédéric Joliot Curie (Aubagne) : section allemande
- Lycée Frédéric Mistral (Avignon) : section chinoise
- Lycée René Char (Avignon) : section américaine
- Lycée international Georges-Duby (Luynes) : section britannique
- Cité internationale Jacques Chirac (Marseille) : sections allemande, américaine, arabe, britannique, chinoise, espagnole et italienne
- Lycée Marseilleveyre (Marseille) : sections arabe, britannique, espagnole et italienne
- Lycée Saint-Charles (Marseille): section britannique
- Lycée Pierre-Mendès France (Vitrolles) : section espagnole

Académie d'Amiens :
- Lycée Robert de Luzarches (Amiens) : section américaine
- Lycée Jean Rostand (Chantilly) : section britannique

Académie de Besançon :
- Lycée Raoul-Follereau (Belfort) : section américaine

Académie de Bordeaux :
- Lycée Maine de Biran (Bergerac) : section espagnole
- Lycée François Magendie (Bordeaux) : sections américaine et espagnole
- Lycée Nicolas Brémontier (Bordeaux) : section chinoise
- Lycée Camille-Jullian (Bordeaux) : section russe
- Lycée Max Linder (Libourne) : section britannique
- Lycée Val-de-Garonne (Marmande) : section espagnole
- Lycée Saint Cricq (Pau) : section américaine
- Lycée Maurice Ravel (Saint-Jean-de-Luz) : section espagnole
- Lycée Gaston Crampe (Aire-sur-l'Adour) : section américaine

Académie de Clermont-Ferrand :
- Lycée international Jeanne-d'Arc (Clermont-Ferrand) : sections britannique et chinoise
- Lycée Ambroise Brugière (Clermont-Ferrand) : section espagnole
- Lycée Massillon (Clermont-Ferrand) : section américaine
- Lycée Simone Weil (Le Puy-en-Velay) : section britannique
- Lycée Madame de Staël (Montluçon) : section britannique

Académie de Créteil :
- Lycée François Ier (Fontainebleau) : sections allemande et britannique
- Lycée François Couperin (Fontainebleau) : section portugaise
- Lycée international de l'Est parisien (Noisy-le-Grand) : sections américaine, arabe, brésilienne, chinoise et portugaise
- Lycée Évariste Galois (Noisy-le-Grand) : section britannique
- Lycée Édouard-Branly (Nogent-sur-Marne) : section britannique
- Nouveau Lycée de Vincennes (Vincennes) : section britannique

Académie de Dijon :
- Lycée Etienne-Jules Marey (Beaune) : section américaine
- Lycée international Charles-de-Gaulle (Dijon) : section britannique
- Lycée Louis Davier (Joigny) : section allemande

Académie de Grenoble :
- Lycée Guillaume Fichet (Bonneville) : section britannique
- Lycée Vaugelas (Chambéry) : section britannique
- Lycée Hector Berlioz (La Côte-Saint-André) : section britannique
- Lycée international Europole (Grenoble) : sections allemande, arabe, britannique, espagnole, italienne et portugaise
- Lycée André Argouges (Grenoble) : section américaine
- Lycée Saint-Marc (Nivolas-Vermelle) : section américaine
- Lycée Roumanille (Nyons) : section britannique
- Lycée privé Saint-Joseph (Thonon-les-Bains) : section américaine
- Lycée Gabriel-Faure (Tournon-sur-Rhône) : section américaine

Académie de Lille :
- Lycée Robespierre (Arras) : section britannique
- Lycée Mariette (Boulogne-sur-Mer) : section britannique
- Lycée Sophie Berthelot (Calais) : section britannique
- Lycée Jean Bart (Dunkerque) : section britannique
- Lycée Faidherbe (Lille) : section arabe
- Lycée international Montebello (Lille) : sections britannique, espagnole et italienne
- Lycée privé Jeannine Manuel (Marcq-en-Barœul) : section américaine
- Lycée Henri-Wallon (Valenciennes) : section britannique
- Lycée Diderot (Carvin) : section espagnole

Académie de Limoges :
- Lycée Renoir (Limoges) : section britannique

Académie de Lyon :
- Lycée Colbert (Lyon) : section américaine
- Lycée Jean Perrin (Lyon) : section britannique
- Cité scolaire internationale (Lyon) : sections américaine, arabe, britannique, chinoise, espagnole, italienne, japonaise, polonaise et portugaise
- Lycée international (Ferney-Voltaire) : sections allemande, britannique, espagnole, italienne, néerlandaise et suédoise
- Lycée de la Côtière (La Boisse) : section américaine
- Lycée Jean Monnet (Saint-Étienne) : section américaine
- Lycée Frédéric Fays (Villeurbanne) : section américaine

Académie de Montpellier :
- Lycée international Jules Guesde (Montpellier) : sections américaine, arabe et chinoise
- Lycée Joffre (Montpellier) : section espagnole
- Lycée Charles Renouvier (Prades) : section américaine
- Lycée Ernest Ferroul (Lézignan-Corbières) : section britannique
- Lycée Théophile Roussel (Saint-Chély-d'Apcher) : section espagnole

Académie de Nancy-Metz :
- Lycée international Jeanne-d'Arc (Nancy) : section britannique
- Lycée Notre-Dame Saint-Sigisbert (Nancy) : section américaine
- Lycée Georges de La Tour (Metz) : section américaine

Académie de Nantes :
- Lycée Chevrollier (Angers) : section britannique
- Lycée Saint Benoît (Angers) : section américaine
- Lycée Douanier Rousseau (Laval) : section britannique
- Lycée Blanche-de-Castille (Nantes) : section britannique
- Lycée Nelson Mandela (Nantes) : section américaine
- Cité scolaire Grand Air (La Baule-Escoublac) : section britannique
- Lycée Savary de Mauléon (Les Sables-d'Olonne) : section américaine

Académie de Nice :
- Lycée Masséna (Nice) : sections arabe et portugaise
- Lycée de l'Institut Fénelon (Grasse) : section britannique
- Lycée international (Valbonne) : sections allemande, américaine, chinoise, espagnole, italienne et russe

Académie de Normandie :
- Lycée Léopold Senghor (Évreux) : section allemande
- Lycée Victor Grignard (Cherbourg-en-Cotentin) : section britannique
- Lycée Salvador Allende (Hérouville-Saint-Clair) : section britannique
- Lycée de l'Institution Saint-Joseph (Le Havre) : section britannique
- Lycée Gustave Flaubert (Rouen) : section britannique

Académie d'Orléans-Tours :
- Lycée international Robert-Badinter (Blois) : section britannique
- Lycée Marguerite-de-Navarre (Bourges) : section britannique
- Lycée Fulbert (Chartres) : section américaine
- Lycée Bernard Palissy (Gien) : section américaine
- Lycée Jean-Monnet (Joué-lès-Tours) : section britannique
- Lycée Jean-Zay (Orléans) : section britannique

Académie de Paris :
- Lycée Camille-Sée (Paris) : sections britannique et italienne
- Lycée Claude-Monet (Paris) : sections arabe et chinoise
- Lycée Jacques Decour (Paris) : section chinoise
- Lycée Janson-de-Sailly (Paris) : section chinoise
- Lycée Jean de La Fontaine (Paris) : section japonaise
- Lycée Maurice-Ravel (Paris) : section britannique
- Lycée Montaigne (Paris) : sections polonaise et portugaise
- Lycée international Honoré de Balzac (Paris) : sections allemande, arabe, britannique, espagnole, italienne et portugaise
- École active bilingue Étoile (Paris) : section britannique
- Lycée privé Jeannine Manuel (Paris) : section américaine
- Collège Sévigné (Paris) : section américaine

Académie de Poitiers :
- Lycée Saint-Exupéry (La Rochelle) : section américaine
- Lycée privé Saint André (Niort) : section américaine
- Lycée Marcelin Berthelot (Chatellerault) : section britannique

Académie de Reims :
- Lycée Charles de Gaulle (Chaumont) : section britannique
- Lycée Marc-Chagall (Reims) : section britannique
- Lycée Hugues-Libergier (Reims) : section américaine
- Lycée Chrestien-de-Troyes (Troyes) : section américaine
- Lycée Camille Claudel (Troyes) : section espagnole

Académie de Rennes :
- Lycée Amiral-Ronarc'h (Brest) : section espagnole
- Lycée Sainte-Anne (Brest) : section britannique
- Lycée La fontaine des eaux (Dinan) : section britannique
- Lycée Chateaubriand (Rennes) : section arabe
- Lycée Émile Zola (Rennes) : section chinoise
- Lycée Joliot-Curie (Rennes) : section arabe
- Lycée Victor et Hélène Basch (Rennes) : section britannique
- Lycée Saint-Vincent Providence (Rennes) : section américaine
- Lycée Alain-René Lesage (Vannes) : section américaine

Académie de Strasbourg :
- Lycée international des Pontonniers (Strasbourg) : sections allemande, britannique, espagnole, italienne, polonaise, portugaise et russe
- Lycée Louis Armand (Mulhouse) : section britannique

Académie de Toulouse :
- Lycée Victor Hugo (Colomiers) : section britannique
- Lycée Théophile-Gautier (Tarbes) : section britannique
- Lycée Saint-Sernin (Toulouse) : section espagnole

Académie de Versailles :
- Lycée franco-allemand (Buc) : section britannique
- Lycée Corneille (La Celle-Saint-Cloud) : section britannique
- Lycée Lucie Aubrac (Courbevoie) : sections arabe, britannique et chinoise
- Lycée Paul-Lapie (Courbevoie) : section américaine
- Lycée de l'Ermitage (Maisons-Laffitte) : section américaine
- Lycée de Palaiseau (Palaiseau) : section britannique
- Lycée Camille Pissarro (Pontoise) : sections arabe et britannique
- Lycée Alexandre Dumas (Saint-Cloud) : section portugaise
- Lycée international (Saint-Germain-en-Laye) : sections allemande, américaine, britannique, chinoise, danoise, espagnole, italienne, japonaise, néerlandaise, norvégienne, polonaise, portugaise, russe et suédoise
- Lycée Jean-Pierre-Vernant (Sèvres) : sections allemande et britannique
- Lycée privé Notre-Dame-du-Grandchamp (Versailles) : section britannique

### En France d'outre-mer
Académie de Guadeloupe :
- Lycée Braimbidge (Les Abymes) : section américaine

- Lycée Gerville-Réache (Basse-Terre) : section britannique
- Lycée Robert Weinum (Saint-Martin) : section américaine

Académie de Guyane :
- Lycée Melkior-Garré (Cayenne) : sections américaine et brésilienne

Académie de La Réunion :
- Lycée Mémona Hintermann-Afféjee (Sainte-Clotilde) : section britannique
- Lycée Leconte de Lisle (Sainte-Denis de La Réunion) : section chinoise
- Lycée de Bois d'Olive (Saint-Pierre) : section britannique

Académie de Martinique :
- Lycée Paulette Nardal (Ducos) : section américaine

Académie de Mayotte :
- Lycée des Lumières (Mamoudzou) : section britannique

Académie de Nouvelle-Calédonie :
- Lycée Dick Ukeiwë (Nouméa) : section australienne
- Lycée Lapérouse (Nouméa) : section australienne

Académie de Polynésie française :
- Lycée de Taiarapu (Taiarapu-Est) : section australienne
- Lycée du Diadème (Pirae) : section australienne

### Établissements français de l'étranger

#### Établissements en gestion directe (EGD)
Secteur Afrique (sections américaines) :
- Lycée français Jean Mermoz, (Dakar - Sénégal)

Secteur Asie - Pacifique :
- Lycée français international Charles-de-Gaulle de Pékin, (Pékin - Chine)
- Lycée français Alexandre-Yersin, (Hanoï - Vietnam)
- Lycée français international Marguerite-Duras, (Hô Chi Minh-Ville - Vietnam)

Secteur Europe :
- Lycée français Jean Renoir, (Munich - Allemagne)
- Lycée français de Vienne, (Vienne - Autriche)
- Lycée français Jean Monnet, (Bruxelles - Belgique)
- Lycée français de Barcelone, (Barcelone - Espagne)
- Lycée français de Madrid, (Madrid - Espagne)
- Lycée français de Valence, (Valence - Espagne)
- Lycée Stendhal, (Milan - Italie)
- Lycée français Vincent-Van-Gogh, (La Haye - Pays-Bas)
- Lycée français Charles Lepierre, (Lisbonne - Portugal)
- Lycée français de Varsovie, (Varsovie - Pologne)
- Lycée français de Prague, (Prague - République Tchèque)
- Lycée français Charles-de-Gaulle, (Londres - Royaume-Uni)
- Lycée français Alexandre Dumas, (Moscou - Russie)
- Lycée français Charles-de-Gaulle, (Ankara - Turquie)

Secteur Maghreb (sections arabes) :
- Lycée international Alexandre-Dumas, (Alger - Algérie)
- Lycée Lyautey, (Casablanca - Maroc)
- Lycée Victor Hugo, (Marrakech - Maroc)
- Lycée Paul Valéry, (Meknès - Maroc)
- Lycée Descartes, (Rabat - Maroc)
- Lycée Regnault, (Tanger - Maroc)
- Lycée Gustave Flaubert, (La Marsa - Tunisie)
- Lycée Pierre-Mendès-France, (Tunis - Tunisie) : + section britannique

Secteur Moyen-Orient - Proche-Orient (sections britanniques) :
- Lycée français du Caire, (Le Caire - Égypte)
- Lycée Louis Massignon, (Abu Dhabi - Émirats)

Secteur Océan indien (sections britanniques) :
- Lycée français, (Tananarive - Madagascar)

#### Établissements conventionnés
Secteur Afrique :
- Lycée français Jules-Verne, (Johannesbourg - Afrique du Sud)
- Lycée français du Cap, (Le Cap - Afrique du Sud)
- Lycée français Saint-Exupéry, (Ouagadougou - Burkina Faso)
- Lycée français international Jacques Prévert d'Accra, (Accra - Ghana)
- Lycée français Albert-Camus, (Conakry - Guinée)
- Lycée français Denis Diderot, (Nairobi - Kenya)
- Lycée français international Gustave Eiffel, (Maputo - Mozambique)

- Lycée français de Lomé, (Lomé - Togo)

Secteur Amériques : 

Zone Amérique du Nord (sections américaines) :
- Lycée Claudel d'Ottawa, (Ottawa - Canada)
- Lycée français de Toronto, (Toronto - Canada)
- Lycée français de San Francisco, (San Francisco - États-Unis)

Zone Amérique latine Nord (sections américaines) :
- Lycée français Louis-Pasteur, (Bogota - Colombie)
- Lycée franco-équatorien La Condamine, (Quito - Équateur)
- Lycée franco-hondurien, (Tegucigalpa - Honduras)
- Lycée français international de Panama, (Panama - Panama)

Zone Amérique latine Sud :
- Lycée français François-Mitterrand, (Brasilia - Brésil)
- Lycée Molière, (Rio de Janeiro - Brésil)
- Lycée Pasteur, (São Paulo - Brésil)
- Lycée Antoine-de-Saint-Exupéry, (Santiago - Chili)
- Lycée franco-péruvien, (Lima - Pérou)

Secteur Asie - Pacifique :
- Lycée Condorcet, (Sydney - Australie)
- Lycée français René Descartes, (Phnom Penh - Cambodge)
- Lycée français de Shanghai, (Shanghai - Chine)
- Lycée français de Séoul, (Séoul - Corée du Sud)
- Lycée français de Delhi, (New Delhi - Inde)
- Lycée français de Jakarta, (Jakarta - Indonésie)
- Lycée français international de Tokyo, (Tokyo - Japon)
- Lycée français de Kuala Lumpur, (Kuala Lumpur - Malaisie)
- Lycée français de Manille, (Manille - Philippines)
- Lycée français de Singapour, (Singapour)
- Lycée français international de Bangkok, (Bangkok - Thaïlande)
- Lycée français Le Clézio, (Port-Vila - Vanuatu)

Secteur Europe :
- Lycée français international Simone Veil, (Düsseldorf - Allemagne)
- Lycée français de Bilbao, (Bilbao - Espagne)
- Lycée franco-hellénique Eugène-Delacroix, (Athènes - Grèce)
- Lycée français international Samuel Beckett, (Dublin - Irlande)
- Lycée français Anna-de-Noailles, (Bucarest - Roumanie)
- Ecole française de Belgrade, (Belgrade - Serbie)
- Lycée français Saint-Louis de Stockholm, (Stockholm - Suède)

Secteur Moyen-Orient - Proche-Orient :
- Collège protestant français, (Beyrouth - Liban)
- Grand Lycée franco-libanais, (Beyrouth - Liban)
- Lycée franco-libanais Verdun, (Beyrouth - Liban)
- Lycée français international Elite, (Beyrouth - Liban)
- Lycée franco-libanais Alphonse-de-Lamartine, (Tripoli - Liban)
- Lycée français international Elite, (Tyr - Liban)
- Lycée français international Marcel Pagnol, (Zouk Mosbeh - Liban)
- Lycée Bonaparte, (Doha - Qatar)

Secteur Océan indien (sections britanniques) :
- Lycée La Bourdonnais, (Curepipe - Maurice)
- Lycée des Mascareignes, (Saint-Pierre - Maurice)

#### Établissements partenaires
Secteur Afrique :
- Lycée français Blaise-Pascal, (Abidjan - Côte d'Ivoire)
- Lycée international Jean-Mermoz, (Abidjan - Côte d'Ivoire)

Secteur Amériques (sections américaines) :
- Lycée Rochambeau, (Bethesda/Washington -  États-Unis)
- Lycée international de Boston, (Boston - États-Unis)
- Lycée français de Chicago, (Chicago - États-Unis)
- Section française d’Awty International School, (Houston - États-Unis)
- Lycée français de la Nouvelle-Orléans, (La Nouvelle-Orléans - États-Unis)
- Lycée français de Los Angeles, (Los Angeles - États-Unis)
- Lycée international de Los Angeles (LILA), (Los Angeles - États-Unis)
- Lycée français de New York, (New York, États-Unis)
- Lycée franco-américain de New York (FASNY), (New York - États-Unis)
- Lycée international franco-américain (LIFA) - (San Francisco, États-Unis)

Secteur Asie - Pacifique :
- Lycée franco-australien, (Canberra - Australie)
- Lycée français international Victor-Segalen, (Hong Kong - Chine)
- Section française de l'école européenne, (Taipei - Taïwan)

Secteur Europe :
- Lycée français de Luxembourg, (Luxembourg -  Luxembourg)
- Lycée Albert-Ier, (Monaco)
- Lycée Nicolas Barré, (Monaco)
- International French School, (Amsterdam - Pays-Bas)
- École Jeannine-Manuel, (Londres - Royaume-Uni)
- Lycée international de Londres Winston-Churchill, (Londres - Royaume-Uni)
- Lycée français de Zurich, (Zurich - Suisse)

Secteur Maghreb (sections arabes) :
- Lycée français d'Agadir, (Agadir - Maroc)
- École Al Jabr, (Casablanca - Maroc)
- École française internationale, (Casablanca - Maroc) : + section américaine
- Groupe scolaire La Résidence, (Casablanca - Maroc)
- Lycée français Léon l'Africain, (Casablanca - Maroc)
- Lycée français Guy de Maupassant, (Casablanca - Maroc)
- Lycée français international Alphonse Daudet, (Casablanca - Maroc)
- Lycée français international Louis-Massignon, (Casablanca - Maroc)
- Lycée français international Jean-Charcot, (El Jadida - Maroc)
- Groupe scolaire Jacques Chirac, (Rabat - Maroc)
- Lycée français Sophie Germain, (Rabat - Maroc)
- Lycée français international André-Malraux, (Rabat - Maroc)
- Lycée français international Le Détroit, (Tanger - Maroc)
- Lycée Louis Pasteur, (Tunis - Tunisie)

Secteur Moyen-Orient - Proche-Orient :
- Lycée français international Théodore Monod, (Abu Dhabi - Émirats)
- Lycée français international Georges-Pompidou, (Dubaï - Émirats)
- Lycée français international de l'AFLEC, (Dubaï - Émirats)
- Lycée français de Koweït, (Koweït - Koweït)
- Lycée Montaigne, (Beit Chebab - Liban)